# Линейни кораби проект 24
Линейни кораби проект 24 са серия линейни кораби, проектирани в СССР през 1940 години. Техен главен конструктор е В. В. Ашик. Във връзка с отказа от строителството на линкори, след предварителното им проектиране серията не е развивана.
„Проект 24“ се явява продължение на „проект 23“, който се появява от резултатите на разглеждането на ескизните проекти на различните варианти на последния. Новият линкор трябва да има стандартна водоизместимост от 72 950 т, пълна – 81150 т, размери: дължина 282 м (270 по КВЛ), ширина 40,4 м (37 м по КВЛ), газене при пълна водоизместимост – 11,5 м, скорост до 30 възела, далечина на плаване до 6000 мили и да има на въоръжение 9 406-мм, 24 130-мм, 48 45-мм и 48 25-мм оръдия, а също се разработва възможността за поставяне на 457 мм оръдия.